# Rüsdorf (Bernsdorf)
Rüsdorf ist seit dem 1. April 1936 ein Ortsteil der Gemeinde Bernsdorf im Landkreis Zwickau in Sachsen. 

## Geografie

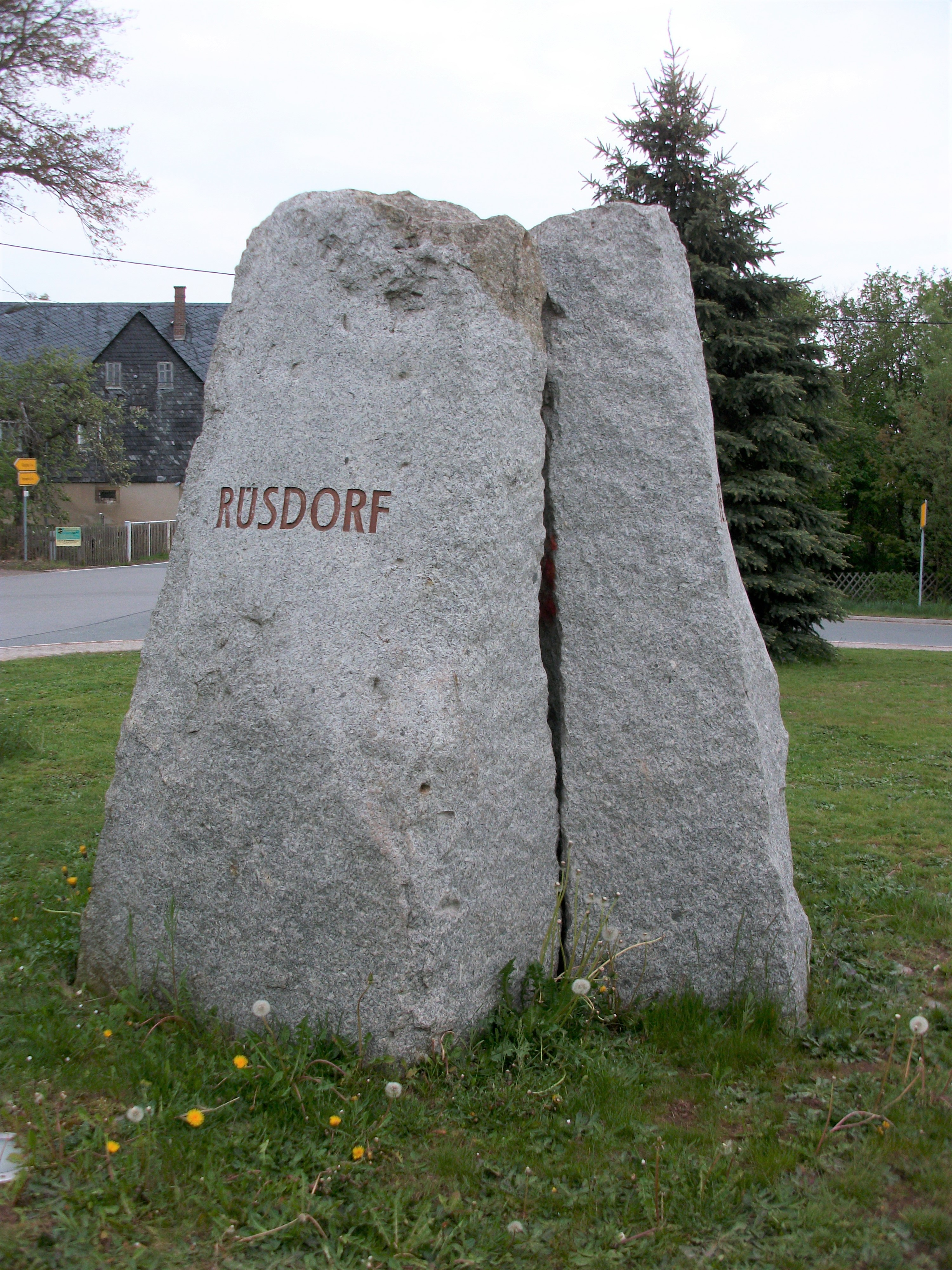
Ortsdenkmal Bernsdorf, Seite Rüsdorf

### Geografische Lage und Verkehr
Rüsdorf liegt im Erzgebirgsvorland des Landkreises Zwickau im Tal des Lungwitzbachs. Durch die Ortsflur verläuft die Bahnstrecke Dresden–Werdau ohne Halt. In Rüsdorf befindet sich ein kleines Naherholungsgebiet.

### Nachbarorte
|             | Kuhschnappel                                |           |
| St. Egidien | Kompassrose, die auf Nachbargemeinden zeigt | Hermsdorf |
|             | Bernsdorf                                   |           |

## Geschichte

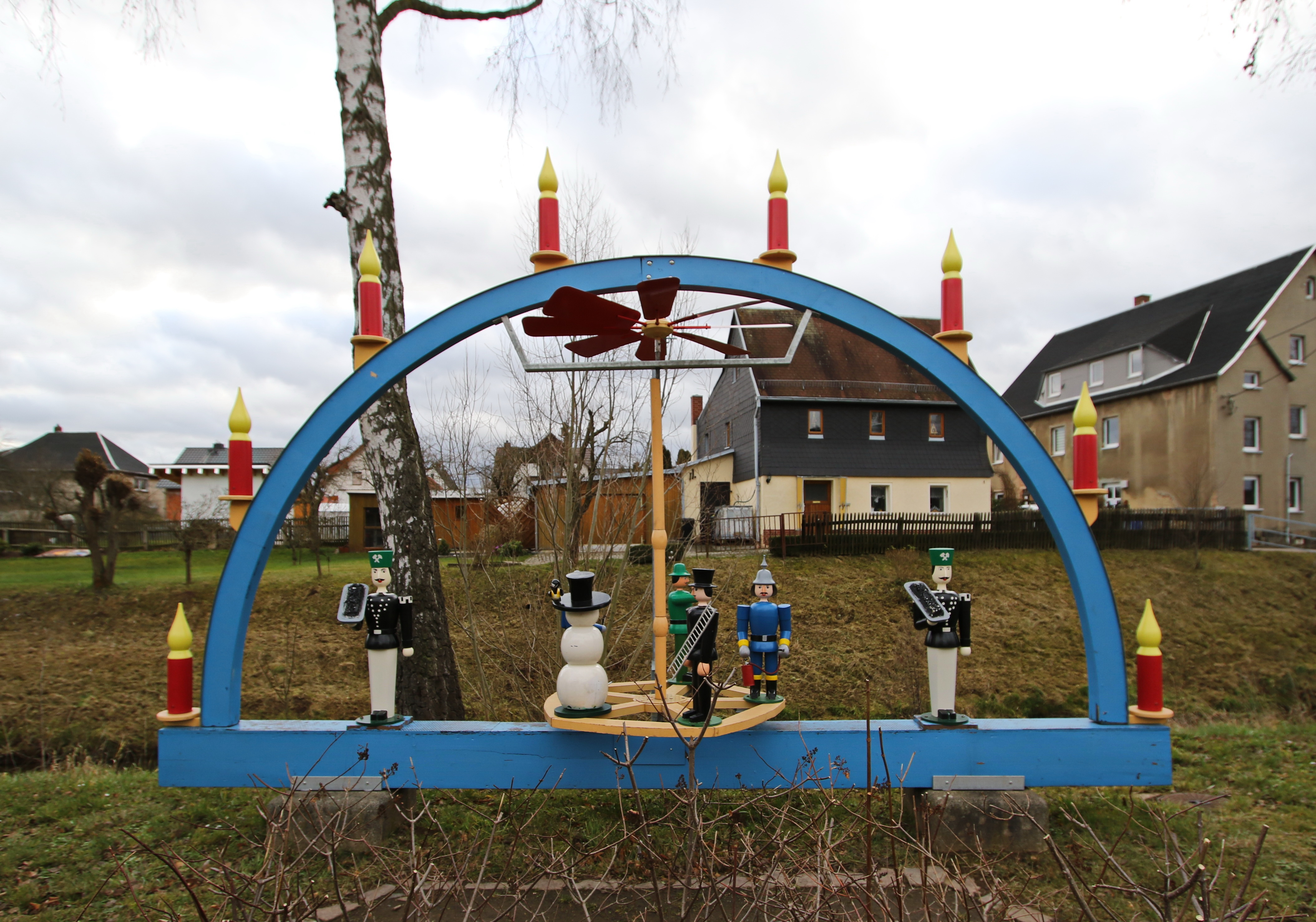
Ortspyramide Rüsdorf

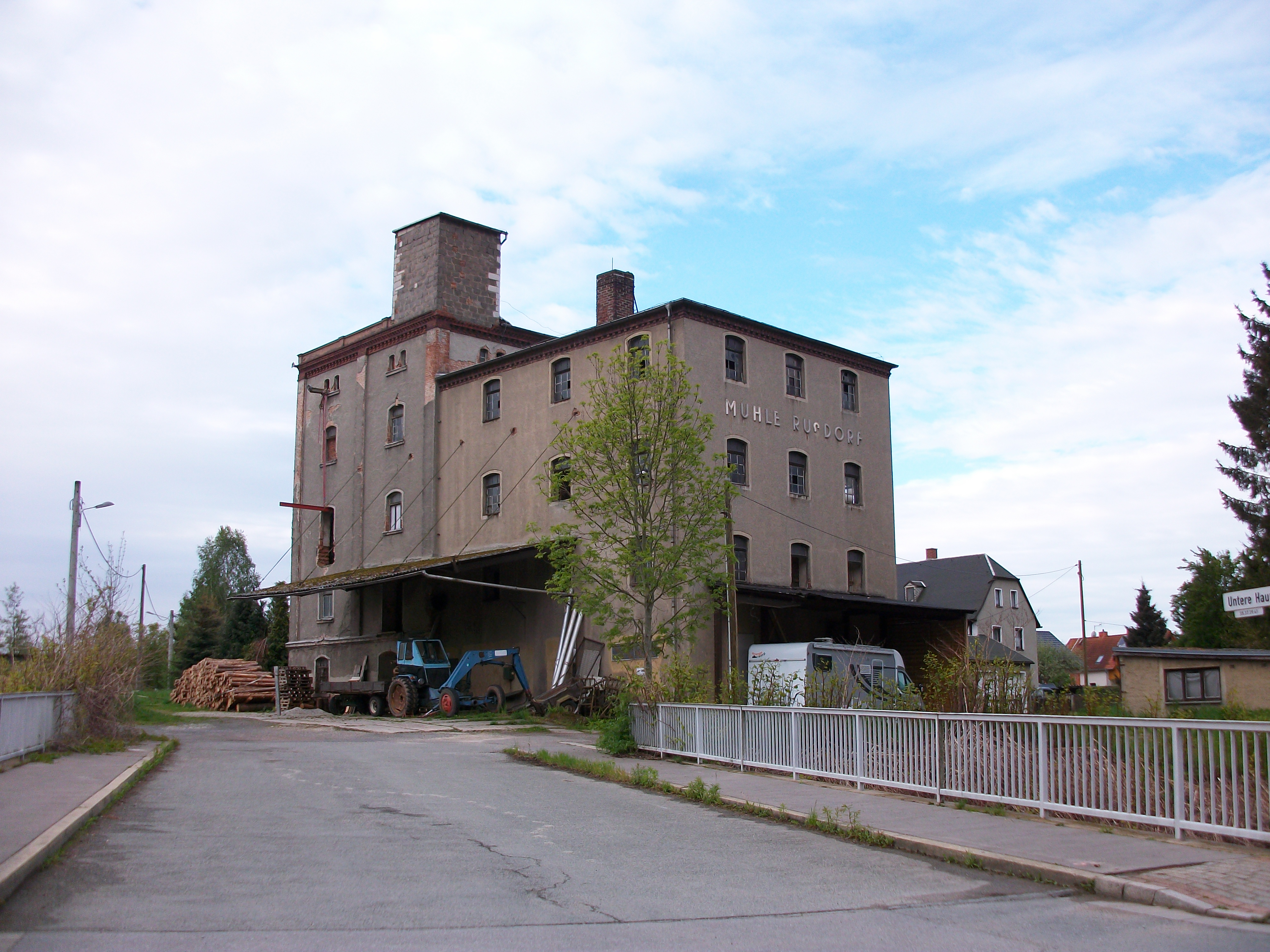
Mühle Rüsdorf

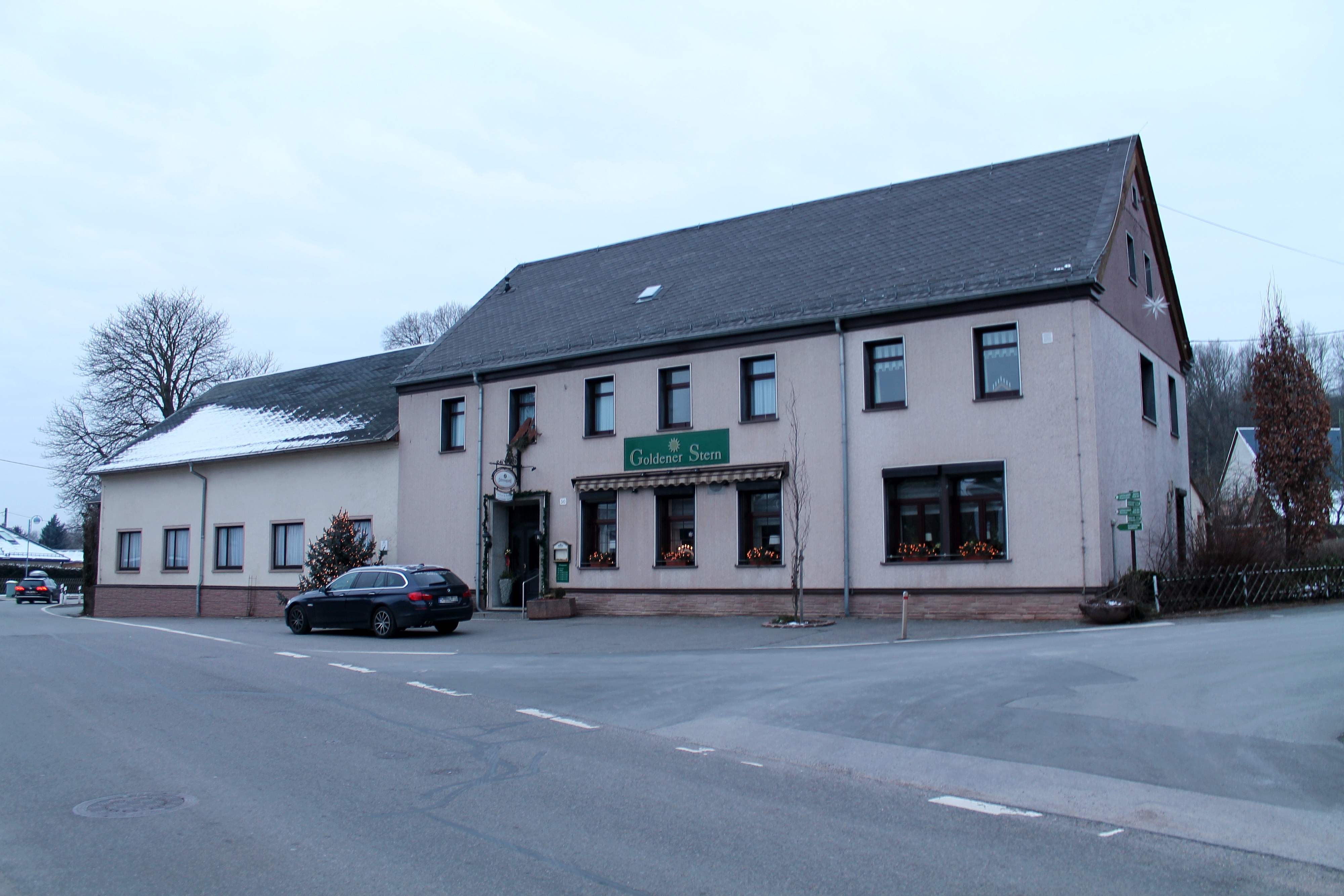
Rüsdorf, Goldener Stern

Das Waldhufendorf Rüsdorf wurde vermutlich in der zweiten Hälfte des 12. Jahrhunderts gegründet und im Jahr 1460 erstmals als „Rudig(e)sdorff“ im Terminierbuch des Zwickauer Franziskanerklosters erwähnt. Der Ortsname hat die Bedeutung „Dorf eines Rudigers“. Kirchlich ist Rüsdorf seit jeher nach Bernsdorf gepfarrt. Die erste Mühle des Ortes entstand zwischen 1560 und 1590. Sie gehörte um 1590 den Gebrüdern Jochen und Ernst Georg von Auerswald. Der Ortsteil Schlackenhübel wurde um 1630 erwähnt. Er fiel später wüst.
Catharina von Schönburg-Waldenburg ließ im Jahr 1614 an Stelle des einstigen Brandvorwerks in Rüsdorf ein Rittergut errichten. Für das Jahr 1628 ist für Rüsdorf ein Mord überliefert, als August Siegfried von Schönburg-Forderglauchau (1596–1631) beim Kartenspiel einen Cousin erstach (dies erfolgte wohl im Schloss). Bezüglich der Grundherrschaft gehörte das Amtsdorf Rüsdorf wie der Nachbarort Kuhschnappel zum Gericht Rüsdorf, das zunächst zur schönburgischen Herrschaft Waldenburg und anschließend zur schönburgischen Herrschaft Lichtenstein gehörte. Seit etwa 1702 war das Rittergut Rüsdorf ein Sitz der gräflichen Linie Schönburg-Stein. Mit der Ausgliederung der Herrschaft Stein aus der Grafschaft Hartenstein wurde die Burg Stein in den Jahren 1701/1702 eigenständiger schönburgischer Herrschaftssitz des Amtes Stein. Weil die Burg Stein bei Hartenstein jedoch kaum den Ansprüchen an eine barocke Residenz entsprach, ließ Graf Ludwig Friedrich von Schönburg-Stein (1681–1736) im Jahre 1710 in Rüsdorf einen barocken Schlossneubau errichten. Unter Graf Otto Karl Friedrich von Schönburg-Waldenburg, seit 1790 Reichsfürst, erfolgten Bauarbeiten am Schloss Rüsdorf. Nach der Abtrennung von der Herrschaft Stein kam das Gericht Rüsdorf im Jahr 1813 wieder zur schönburgischen Herrschaft Lichtenstein. Der Schlossbau soll nach 1840 abgerissen worden sein. Die Gutsgebäude wurden Ende des 19. Jh. nochmals verändert. Im Jahr 1875 wurde das Gut in Rüsdorf als Vorwerk und um 1900 als Rittergut genannt. Nachdem auf dem Gebiet der Rezessherrschaften Schönburg im Jahr 1878 eine Verwaltungsreform durchgeführt wurde, kam Rüsdorf im Jahr 1880 zur neu gegründeten sächsischen Amtshauptmannschaft Glauchau.
Nachdem im Jahr 1927 die Bemühungen der Stadt Lichtenstein um eine Eingemeindung von Rüsdorf scheiterten, erfolgte am 1. Juni 1936 die Eingemeindung von Rüsdorf nach Bernsdorf. Zwischen dem 13. und 18. April 1945 wurde Rüsdorf von amerikanischen Truppen besetzt, die den Ort am 14. Juni 1945 an  sowjetische Truppen abgaben. Im Zuge der Bodenreform in der Sowjetischen Besatzungszone ab 1945 wurde das Schloss Rüsdorf fast gänzlich abgerissen. Lediglich vom Gutshof haben sich geringe Mauerreste und ein Keller(?) bis heute (2018) erhalten. Vom Schloss sind jedoch keine Reste erhalten. Der Gutshof wurde in der DDR-Zeit als LPG genutzt. Das Areal dient auch heute noch landwirtschaftlichen Nutzungen. In unmittelbarer Nähe des ehemaligen Gutes entstanden DDR-Plattenbau-Wohnhäuser. Die Abbildung von Schloss Rüsdorf auf dem schönburgischen Stammbaum (um 1760?) dürfte die einzige bekannte Abbildung dieses Schlosses sein.
Durch die zweite Kreisreform in der DDR kam Rüsdorf als Ortsteil der Gemeinde Bernsdorf im Jahr 1952 zum Kreis Hohenstein-Ernstthal im Bezirk Chemnitz (1953 in Bezirk Karl-Marx-Stadt umbenannt), der ab 1990 als sächsischer Landkreis Hohenstein-Ernstthal fortgeführt wurde und 1994 im Landkreis Chemnitzer Land bzw. 2008 im Landkreis Zwickau aufging. Im Jahr 2010 feierte Rüsdorf seine 550-jährige Ersterwähnung.

## In Rüsdorf geborene Persönlichkeiten
- Gerhard Thieme (1928–2018), Bildhauer